# Best of Berlin 1979-1988
Best of Berlin 1979-1988 è il secondo album di raccolta del gruppo musicale statunitense Berlin, pubblicato nel 1988.

## Tracce
1. Blowin' Sky High – 4:40
2. No More Words – 3:53
3. Like Flames – 5:06
4. Take My Breath Away – 4:13
5. Sex (I'm A...) – 5:08
6. Now It's My Turn – 4:12
7. Masquerade – 4:06
8. You Don't Know – 4:28
9. Matter of Time – 3:56
10. The Metro – 4:09
11. Will I Ever Understand You – 4:42
12. For All Tomorrow's Lies – 3:56